# Dušan Jamrich
Dušan Jamrich (* 25. října 1946 Bratislava) je slovenský herec a pedagog, první manžel herečky a diplomatky Magdy Vášáryové.

## Život
Po studiu na gymnáziu pracoval rok v Polygrafických závodech. Ke studiu herectví se dostal na druhý pokus. Po absolvování studia herectví na VŠMU v Bratislavě (1970) člen, v letech 1991–1996, od 1. ledna 1993 ředitel, od 1. ledna 1996 generální ředitel Slovenského národního divadla v Bratislavě. Dne 1. října 1996 byl z politických důvodů z funkce odvolán, znovu jmenován generálním ředitelem SND byl 1. ledna 1999. Koncem roku 2005 byl ministrem kultury z funkce opět odvolán.
V roce 2002 byl Dušan Jamrich zvolen viceprezidentem významné mezinárodní organizace ETC (Evropská divadelní konvence), která sdružuje 35 divadel z 22 zemí Evropy (Činohra SND je členem ETC od roku 2000). Patří mezi přední recitátory, znalce Hviezdoslavovy poezie. Spolupracoval s rozhlasem a televizí (seriál Povstalecká história – 1984). Film mu neposkytl větší příležitosti.

## Divadelní role
- Jochanan (Pavol Országh Hviezdoslav, Herodes a Herodias)
- Richard II. (William Shakespeare)
- Orestes (Johann Wolfgang von Goethe, Ifigénie na Tauridě)
- Dosužev (Alexander Nikolajevič Ostrovskij, Výnosné místo)
- Geľo (Jozef Hollý, Geľo Sebechlebský)
- Michael (Brian Friel, Tance na sklonku léta)
- Ilja (Ján Solovič, Zlatý déšť)
- Adam (Hacks, Adam a Eva)

## Ocenění
V roce 1988 byl jmenován zasloužilým umělcem.

## Filmografie
- 1968 Niet inej cesty (Dohnányi)
- 1968 Traja svedkovia (četník)
- 1971 Zlozor (sokolník Martin)
- 1976 Vojaci slobody (Lannurien)
- 1977 Dvere dokorán (Peter)
- 1986 Kohút nezaspieva (major von Lukas)
- 1987 Neďaleko do neba (Ľudovít Štúr)